# Saint-Robert (Lot-et-Garonne)
Saint-Robert is een gemeente in het Franse departement Lot-et-Garonne (regio Nouvelle-Aquitaine) en telt 172 inwoners (2004). De plaats maakt deel uit van het arrondissement Agen.

## Geografie
De oppervlakte van Saint-Robert bedraagt 6,7 km², de bevolkingsdichtheid is 25,7 inwoners per km².
De onderstaande kaart toont de ligging van Saint-Robert (Lot-et-Garonne) met de belangrijkste infrastructuur en aangrenzende gemeenten.

## Demografie
Onderstaande figuur toont het verloop van het inwonertal (bron: INSEE-tellingen).